# Baiser de cinéma
Pour l’article ayant un titre homophone, voir Baisers de cinéma.

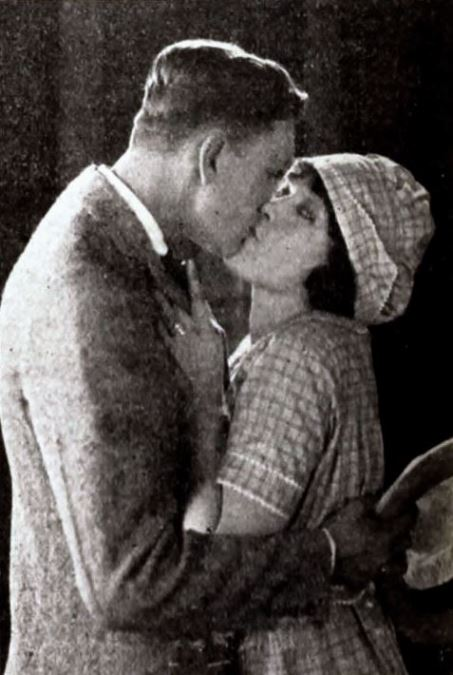
Scène du film Kissed (1922).

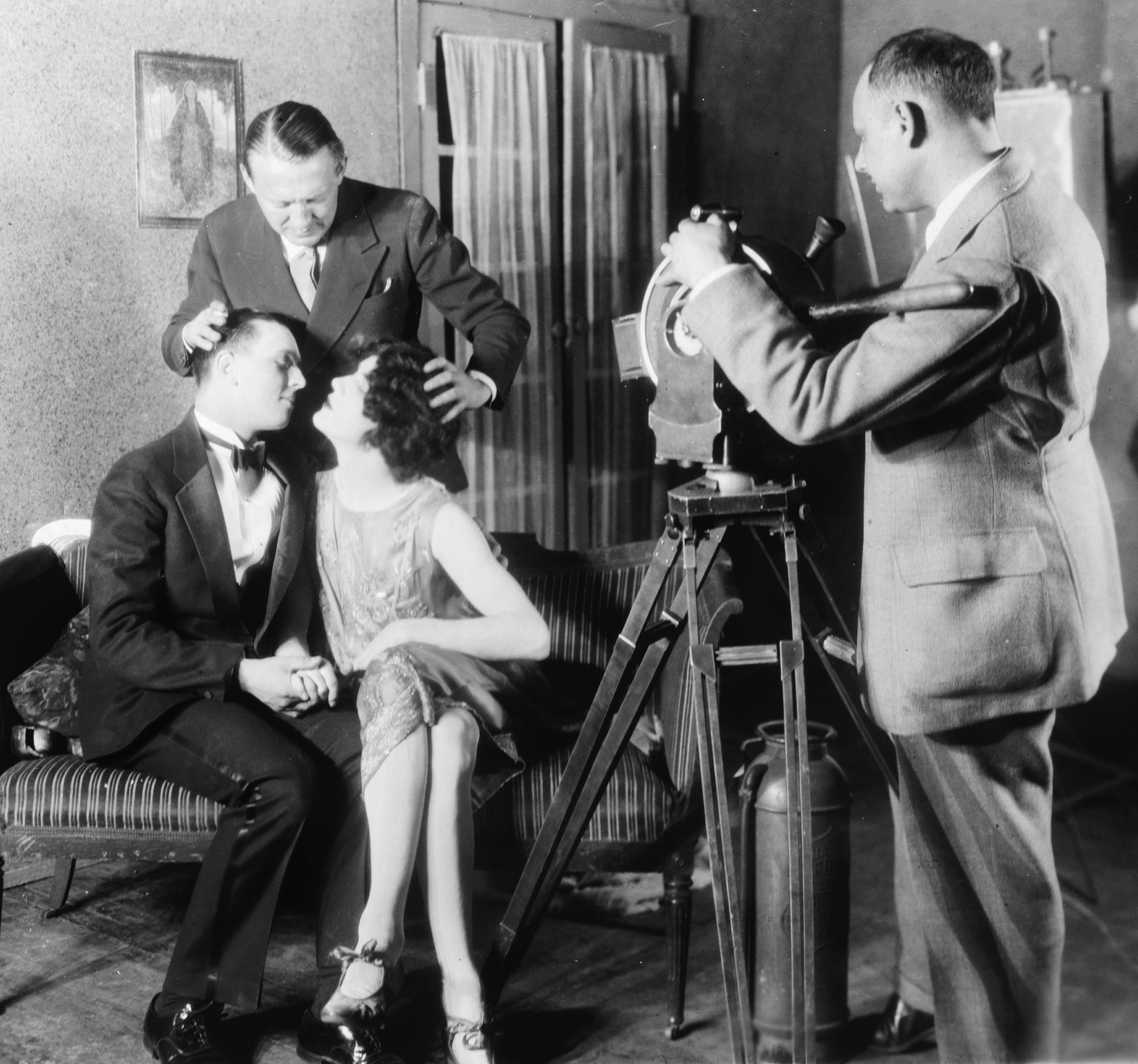
Edmund Goulding positionnant deux acteurs pour une scène de baiser.

Le baiser de cinéma est l'action d'embrasser intervenant dans un scénario à la base d'un film. Il est souvent le moyen qu'utilise le cinéaste pour préciser aisément la relation des deux acteurs, le plus souvent adultes, en nature, intensité, intimité, etc. La charge émotionnelle et érotique du baiser sur les lèvres, dans la plupart des cultures, se prête à un grand éventail de représentations et de valeur du point de vue de la narration,.

## Le premier baiser au cinéma
Le premier baiser de cinéma a été porté à l'écran en 1896. Le film est intitulé The May IrwinJohn C. Rice Kiss a.k.a. The Kiss et dure 20 secondes.

## L'anthologie des baisers de cinéma
Le film Cinema Paradiso comporte une série de scènes de baiser, censurées par le curé du village, mais conservées par le projectionniste.